# 劉資厚
劉資厚，江西吉安府安福縣人，明朝政治人物、同進士出身。

## 生平
天順三年（1459年）己卯科江西鄉試舉人，成化二年（1466年），登丙戌科進士，擔任南京刑部员外郎，成化二十二年，升任陝西按察司佥事。